# Біла діра

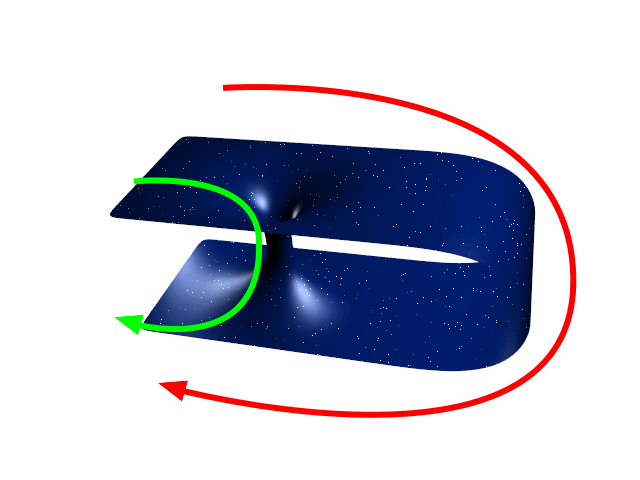
Схематичне зображення кротовини, що з'єднує дві різні області. Зелена стрілка веде крізь кротовину, вихід із якої і є білою дірою.Червона стрілка веде через звичайний простір.

Біла діра — це гіпотетичний космічний об'єкт, еволюція якого є оберненим у часі гравітаційним колапсом небесного тіла з утворенням чорної діри. Інакше кажучи, це область сингулярності у просторо-часі, куди ніщо не може проникнути іззовні. Натомість матеріо-енергія, що перебуває у середині білої діри, може вільно її покидати. Подібні гіпотетичні об'єкти були передбачені Загальною теорією відносності, проте донині їх існування не доведене. Деякі вчені припускають, що момент виникнення нашого Всесвіту якраз і є білою дірою, що породила Великий вибух. Білі діри можуть бути «виходом» із чорних Можливо пояснити існування темної енергії можливо тим , що наш Всесвіт знаходиться всередині Білої діри.

## Теоретичне обґрунтовування та пошук
Досі не виявлено жодної підтвердженої білої діри. На відміну від чорних дір, які є, наприклад, у ядрах багатьох галактик, наразі навіть не існує припущень щодо того, де їх варто шукати.
Спершу при відкритті квазарів були очікування, що їхнє надпотужне випромінювання і є наслідком дії білих дір. Проте зараз квазари науковою спільнотою розглядаються як чорні діри, гігантська світність яких породжується акрецією речовини на них.
Якщо уявлення про чорну діру з'явилося з дослідження еволюції зір, то ідея про білу діру виникла чисто математично у зв'язку з розв'язанням Шварцшильда. Повне розв'язання Шварцшильда містить як чорну, так і білу діру. Вважається, що шварцшильдівських білих дір на цей момент не існує.
Австралійський математик Керр також активно досліджував чорні і білі діри. Повне рішення Керра містить як чорну, так і білу діру. Він припустив, що біла діра утворюється в одному всесвіті при утворенні чорної діри в іншому. Застосувавши теорію петлевої квантової гравітації до чорних дірок, теоретики Гел Гаґґард і Карло Ровеллі із Марсельського університету у Франції показали, що чорні діри могли б перетворюватися в білі при певних квантових процесах. Петлева квантова гравітація передбачає, що простір-час складається з фундаментальних будівельних блоків, сформованих як петлі. На думку Гаґґарда і Ровеллі, кінцевий розмір петель перешкоджає колапсу вмираючої зорі в точку сингулярності, а замість того перетворює об'єкт на білу діру.
У 2011 році двоє ізраїльських вчених Алон Реттер (англ. Alon Retter) та Шломо Хеллер (англ. Shlomo Heller) висунули припущення, що аномальний гамма-спалах GRB 060614 і був виявом білої діри. Ця подія, що трапилася за 1,6 млрд св. р. у напрямку сузір'я Індіанця, була зафіксована космічним апаратом SWIFT. Сплеск протривав 102 секунди, що є типовим для довготривалих спалахів, породжених надновими, проте жодної наднової в тому районі не спостерігалося.
Згідно із теоретичними міркуваннями, білі діри можуть бути дуже нестабільними об'єктами. Будь-яке випромінення, яке наблизиться до горизонту подій, набуде значного синього зміщення і, здобувши значну енергію, може сколапсувати, і біла діра фактично перетвориться в чорну. Теоретичним аналізом цієї проблеми займався зокрема Фред Гойл.
Вже в 2023 році, вчені задалися питанням, чи можуть ці об'єкти бути двома сторонами однієї медалі, тобто зворотною стороною чорної діри. Як повідомляє видання Space, вчений Карло Ровеллі (англ. Carlo Rovelli) з Центру теоретичної фізики (Франція) вважає, що для екіпажу космічного корабля біла діра виглядатиме так само, як і чорна діра. Але якщо продовжити спостереження з ближчої відстані, виявиться, що біла діра не поглинає матерію, а викидає її. В той же час, Герайнт Льюїс (англ. Geraint Lewis), професор з Сіднейського університету зазначає, що вчені досі не знайшли жодних доказів існування білих дір. Деякі вчені припускають, що річ у тім, що Всесвіт асиметричний, і ми бачимо початок із Великого Вибуху, а попереду в нас нескінченне майбутнє, а це значить, що майбутнє прописується у Всесвіті, воно задає односторонній напрямок часу. Це означає, що може існувати тільки рішення для чорної діри. І тому, хоча математично можливе існування білої діри, той факт, що наш Всесвіт асиметричний, означає, що вони фізично не реалізовані. За словами Льюїса, шукати білі діри означає витрачати час даремно, незважаючи на те, що деякі фізики-теоретики наполягають на зворотному. У той час як загальна теорія відносності теоретично описує білі діри, ніхто не знає, як вони можуть утворитися насправді. Деякі фізики припускають, що білі діри одного разу стануть домінувати у Всесвіті, після того як зірки згорять, а чорні діри зникнуть.
Якщо ж білі діри існують, то автоматично розв'язується проблема збереження інформації для чорних дір.

## Чорні-білі діри

Жартівливе зображення кротовини, що з'єднує дві області у минулому (А) та в майбутньому (В).

Біла діра є антиподом чорної діри. Вона також має свій горизонт подій, тільки навиворіт — тобто події, які відбуваються в решті Всесвіту, для неї не доступні. Горизонт подій чорної діри, навпаки, приховує всі внутрішні події від зовнішнього спостерігача.
Теоретично очікується, що білі діри можуть бути другим кінцем кротовини від чорних дір, що обертаються. Місцем, звідки виходить матерія, що потрапила за горизонт подій. При цьому, згідно із низкою теорій, біла і чорна діра можуть бути внутрішньосвітовими, рознесені в просторо-часі, або ж міжсвітовими, та існувати у різних всесвітах. Або ж чорна діра втягує матерію в одному всесвіті, яка, вилітаючи через білу діру, породжує інший всесвіт, у такому разі чорні діри нашого Всесвіту є іншими всесвітами зі своїми фізичними законами.

## Критика
Відсутність емпіричних підтверджень є головним аргументом проти існування білих дір: за десятиліття спостережень астрономи не зафіксували жодного об’єкта, який би однозначно вимагав пояснення через білу діру.  Натомість усі відомі феномени, які раніше пропонувалося інтерпретувати як «виходи» (наприклад, квазари чи гамма-спалахи), отримали альтернативні пояснення у рамках чорнодіркової моделі.
Динамічна нестабільність класичних розв’язків полягає у тому, що будь-які мінімальні збурення на горизонті білої діри експоненційно зростають («ефект синього зсуву»), роблячи її нестабільною.  Це означає, що навіть якщо математично біла діра існує у рішенні рівнянь Ейнштейна, фізично вона б колапсувала назад у чорну діру при найменшому збуренні.
Термодинамічні проблеми полягають у тому, що біла діра як часово-обернене рішення повинна «викидати» упорядковану енергію з ентропією, нижчою за навколишнє середовище. Це суперечить другому началу термодинаміки у його макроскопічному формулюванні.
Відсутність правдоподібного механізму утворення теж піддається критиці: чорні діри можуть виникати зі зоряного колапсу чи злиття компактних об’єктів, тоді як для білих дір немає астрономічно правдоподібного сценарію.  Моделі з кротовинами потребують екзотичної матерії з від’ємною енергією, яку не спостережено у космосі.
Космологічні наслідки також викликають сумніви: якби білі діри були типовим кінцем чорних, ми спостерігали б транзієнти чи потоки матерії, які важко приховати у даних про космічний мікрохвильовий фон або спостереження галактичних центрів.  Оскільки таких сигналів не виявлено, більшість астрофізиків розглядає білі діри радше як математичний артефакт, ніж реальні об’єкти.